# Nitakeris nigricornis
Nitakeris nigricornis es una especie de escarabajo longicornio del género Nitakeris, tribu, Saperdini, subfamilia Lamiinae. Fue descrita por Olivier en 1800.

## Descripción
Mide 19-28 mm de longitud.

## Distribución
Se distribuye por Kenia, Malaui, Mozambique, Uganda, República Sudafricana, Senegal, Tanzania, Zambia y Zimbabue.